# Jayavarman I
Jayavarman I (en Khmer: ជ័យវរ្ម័នទី១) fue el último rey camboyano previo a la fundación del Imperio de Angkor. Su antecesor, Bhavavarman II, consolidaría la unidad que daría forma al futuro imperio reemplazando el antiguo reino de Funan. Pero su muerte, la carencia de un hijo varón como heredero y la siguiente invasión indonesia sumirían al país en el caos.